# Faisan
Taxons concernés
Des genres de la sous-famille des Phasianinae
- Lophura
- Catreus
- Syrmaticus
- Phasianus
- Chrysolophusmodifier

Le faisan est le nom vernaculaire de nombreuses espèces d'oiseaux de la sous-famille des Phasianinae même si, en Europe, il désigne en premier lieu le Faisan de Colchide, Phasianus colchicus. Tous ces oiseaux sont des gibiers réputés. Leur femelle s'appelle la faisane ou poule faisane.
Plusieurs espèces utilisent le terme de faisan dans leur nom vernaculaire composé, comme le « Coucal faisan ».

## Caractéristiques communes
Les caractéristiques générales des faisans sont celles des Phasianinae, avec des nuances pour chaque espèce : voir les articles détaillés pour plus d'informations sur leur comportement ou leur physiologie respective.
Les faisans partagent toutefois plusieurs caractéristiques communes à la majorité des espèces :
- ils se trouvent partout, sauf en altitude : lisières de forêts, bosquets, fourrés au voisinage de l'eau ;
- ils sont omnivores : ils se nourrissent aussi bien de larves, d'insectes, de lézards que de pousses vertes, baies, fruits et graines ;
- leur nid est un creux du sol dissimulé dans les hautes herbes et garni de feuilles sèches ;
- la ponte a lieu en mai et comprend une douzaine d'œufs, brun ou vert olive, couvés de 23 à 25 jours par la femelle.

## Noms

### Étymologie
Le terme faisan dérive du latin phasianus (emprunté au grec φασιανός / phasianós, proprement « oiseau du fleuve Phase »). Le terme latin a directement donné son nom au genre Phasianus, celui de l'espèce faisan de Colchide qui y vivait. Ce nom se réfère à Phasis, fils d'Hélios, le titan du soleil, et de l'Océanide Ocyrhoé, qui se serait suicidé en se jetant dans les eaux du Phase.

### Noms vernaculaires français
Plusieurs Phasianinae comportent le terme « faisan », sachant que d'autres membres de cette même sous-famille s'appellent hokki, coq, lophophore, paon, tragopan, éperonnier, argus, ithagine ou encore eulophe. 

### Noms normalisés
Liste alphabétique des noms normalisés selon la CINFO (màj 2009) et Avibase, en regard du nom scientifique valide reconnu par la classification de référence (version 2.7, 2010) du Congrès ornithologique international.
- Faisan à queue rousse — Lophura erythrophthalma ;
- Faisan argenté — Lophura nycthemera ;
- Faisan de Bulwer — Lophura bulweri ;
- Faisan de Colchide — Phasianus colchicus (aussi dénommé « Faisan à collier », c'est le faisan élevé pour la chasse) ;
- Faisan de Hume — Syrmaticus humiae ;
- Faisan de Lady Amherst  — Chrysolophus amherstiae.
- Faisan de Salvadori — Lophura inornata ;
- Faisan de Sumatra — Lophura hoogerwerfi ;
- Faisan de Swinhoe — Lophura swinhoii ;
- Faisan de Vieillot — Lophura ignita rufa ;
- Faisan de Wallich — Catreus wallichii ;
- Faisan d'Edwards — Lophura edwardsi ;
- Faisan d'Elliot — Syrmaticus ellioti ;
- Faisan doré — Chrysolophus pictus ;
- Faisan du Vietnam — Lophura haitensis ;
- Faisan impérial — Lophura imperialis ;
- Faisan leucomèle — Lophura leucomelanos ;
- Faisan mikado — Syrmaticus mikado ;
- Faisan noble — Lophura ignita ;
- Faisan prélat — Lophura diardi ;
- Faisan scintillant — Syrmaticus soemmerringii ;
- Faisan vénéré — Syrmaticus reevesii ;
- Faisan versicolore — Phasianus versicolor ;

## Culture populaire

### Noms divers
Liste alphabétique de noms vernaculaires ou de noms vulgaires, non retenus par la CINFO, dont l’usage est attesté.
« Note : Cette liste est variable selon les usages et certaines espèces ont parfois d'autres noms encore. Les classifications évoluant encore, les noms scientifiques ont peut-être un autre synonyme valide. »

### Argot français
Dans un contexte social le « faisan » dénomme un escroc, une personne qui en convoite une autre, cherchant à la séduire pour des raisons sexuelles, commerciales, professionnelles, relationnelles ou autres, pratique intitulée « faisandage ». De cette expression découle tout un champ lexical définissant les séducteurs (outre le « faisan », on retrouve aussi le « paon », l'« aigle », le « requin » ou le « caïman ») mais aussi les séduits (on trouve ainsi le « pigeon », l'« oie » ou le « blaireau »), d'où le dicton « tant qu'il y aura des pigeons, il y aura des faisans ». Une victime de « faisandage » est « pigeonnée ».

### Calendrier républicain
Le nom du faisan fut attribué au 25e jour du mois de brumaire du calendrier républicain ou révolutionnaire français, généralement chaque 15 novembre du grégorien.